# 赤川元之
赤川 元之（あかがわ もとゆき）は、戦国時代から江戸時代初期にかけての武将。毛利氏の家臣。父は赤川就秀。兄は赤川元秀。叔父の赤川元保が粛清された後に家督を相続する。名前は元通（もとみち）とも。

## 生涯

### 前半生
毛利氏譜代の重臣である赤川就秀の次男として生まれる。
天文9年（1540年）6月16日夜、安芸国賀茂郡造賀における平賀興貞との合戦において敵を討ち取り、6月28日に毛利元就から感状を与えられる。
同年10月11日、父・就秀と共に吉田郡山城の戦いの局地戦の一つである青山の戦いにおいて武功を挙げ、翌10月12日に元就から感状を与えられた。
天文10年（1541年）1月3日、相合口における尼子軍との合戦において、切傷を負いながら武功を挙げ、翌1月4日に元就から感状を与えられる。

### 船木氏相続
天文22年（1553年）4月5日、毛利元就・隆元父子の意向により船木越前守の孫娘と婚姻して船木氏の家督を相続し、元々の船木氏の知行地50貫目の内、船木越前守の隠居分10貫目を除いた40貫目を与えられる。これ以降、「船木又七郎（舟木又七郎）」と名乗った。
弘治3年（1557年）4月に大内氏を滅ぼして防長経略が完了した後、同年12月2日に毛利氏家臣239名が名を連ねて軍勢狼藉や陣払の禁止を誓約した連署起請文において、36番目に「舟木又七郎」と署名している。
弘治4年（1558年）4月1日に作成された毛利氏の番帳において児玉左衛門五郎と共に2番に編成される。
同年11月4日、元之が治める安芸国豊田郡船木村の山における炭や鹿狩り等についての毛利隆元の定め書きについて、志道通良（後の口羽通良）と国司就信から伝えられる。
また、年不詳だが毛利氏における騎馬衆や走衆の構成を記した文書には走衆の15番目に元之の名（舟木又七郎）が記されている。
永禄8年（1565年）2月23日、毛利輝元から「次郎左衛門尉」の官途名を与えられる。

### 赤川氏相続
永禄10年（1567年）3月7日に叔父の赤川元保が元就の命により自刃し、同じく叔父の赤川元久や、元久の子で元保の養子となった赤川又五郎らが誅殺されたため、同年11月29日に元之が赤川元保の後を継ぐことを元就と輝元から命じられた。
永禄12年（1569年）、北九州における大友氏との合戦において敵1人を討ち取り、その武功を喜んだ毛利元就と毛利輝元から同年8月15日に褒美として太刀一腰と銅銭200疋を与えられた。
元亀元年（1570年）8月16日、毛利輝元は牛尾弥次郎、元之、粟屋元方、祖式友兼に宛てて書状を送り、出雲国島根郡末次に配備する100俵の兵糧の輸送について、8月18日に神門郡杵築から楯縫郡平田への道中の警固を命じると共に、杵築の在陣衆と鳶ヶ巣城の在番衆に対しても同様に伝達しているので、相談して油断なく務めを果たすことを命じている。
その後、元之は体調を崩して長期間の養生を行っていたようで、同年10月23日に毛利輝元は元之に体調を尋ね、元之の当番であった平田の検使を粟屋元方に命じている。

### 備中出陣
天正2年（1574年）、出陣が長期間に及んでいる元之、八幡原元繁、桂元将、井上元方らが国司元武に宛てて書状を送り、元武から書状を披露された輝元は7月17日に4名に対して書状を送って今少し逗留するように命じ、同年9月29日には元之に対して普請番衆たちに油断なく申し付けるように命じた。
また、毛利輝元は元之に対して作事に用いる資材の調達も命じており、9月5日には角木10本を9月中に調達するように命じ、10月14日には丸木30本が送られたことを賞し、そのことを長井元為にも伝えるように命じている。
同年閏11月20日、出陣中の元之からの陣替えの要望に対して毛利輝元は、長い在番の辛労を労う一方で、急遽備中国へ出陣することになったので今少し在番してほしい旨を伝え、委細は国司元武から連絡すると伝えている。また、同日に輝元は別の書状で、元之に付けている一所衆を交代させようとしているが、出陣によりまだ交代ができていないため、内々に少しずつ交代させるように伝え、こちらの書状でも委細は国司元武から連絡すると伝えている。
天正3年（1575年）3月17日に毛利輝元は、元之ら在番衆の陣替えが3月20日に決定したことを伝え、元之は4月10日、4月16日に備中国の幸山城へ出立する福原元俊に同行することを毛利輝元から命じられた。また、4月14日にも輝元は元之に書状を送って長期間の在番を労い、以前に雑説があったが今はどうであるか詳しく報告してほしいと伝えると共に、市川経好や坂山城守と相談して油断なく務めることが大切で、あるいは備中国についてが全て解決すれば近日に帰陣できるので安心するように伝えている。
しかし、4月14日に輝元は元之の随行対象を変更して、4月21日に出立する口羽春良へ随行することを命じ、4月20日には口羽春良に対し、元之を派遣するので相談するように伝えている。
天正8年（1580年）5月1日、当山の在番に励んだ功により、毛利輝元から備中国と美作国の情勢が落ち着いた際に400貫の給地を与えることを約束された。

### 豊臣政権下
天正12年（1584年）8月25日、石見国邑智郡河本で元之が有していた神護庵を毛利輝元から安堵される。
天正13年（1585年）5月15日、毛利輝元から以前伝えられた通り、豊臣秀吉の四国攻めに毛利軍も参加して伊予国へ出陣するのでその詳細を聞くために5月17日と5月18日に輝元のもとに参上し、5月20日に出陣するように命じられる。同年5月26日、翌日に出陣する福原元俊と共に出陣し、元俊と相談するとと共に陣中の諸法度について聞くように毛利輝元から命じられている。
慶長18年（1613年）4月29日に死去。嫡男の赤川元種が後を継いだ。

## 逸話
- 時期は不明だが、元之が門司城に在番した頃に火事が起こっており、毛利輝元は油断無く在番して大友領との境目で何か異常があれば早く報告するように元之に命じている[36]。
- 時期は不明だが、毛利輝元に従っていたところに、毛利元秋が月山富田城に帰還した際に元秋のもとに元之を派遣するので急ぎ支度を整えて出立するように命じられている[37]。
- 小早川隆景のもとに使者として派遣され、隆景から元就と輝元への返書を受け取って帰還する際に、隆景は色々と立て込んでいたため、その後の1月17日に隆景から太刀一腰と銅銭100疋を贈られた[38]。
- 永禄8年（1565年）以前の3月29日、とある城に長期間在番していた元之と桂元将に対して小早川隆景が書状を送り、平賀広相と古志豊綱が在番する番屋に宇山久信を配置するので案内をするように命じると共に、元之らの陣替えについても確かに命じるとの沙汰があったので安心するように伝えている[39]。
- 元之から魚などを贈られた毛利元就や輝元が元之に感謝の意を伝えた書状が複数残されており、毛利元就に対しては鯉[40]や鮎[41]、瓶子と肴[42]を贈り、毛利輝元に対しては鯰を度々贈っている[43][44]。